# Martin Harris
Martin Harris (Saratoga, 18 de maio de 1783 – Clarkston, 10 de julho de 1875) foi um religioso estadunidense, responsável por subscrever a primeira edição de O Livro de Mórmon e também serviu como uma das três testemunhas do livro de mórmon que afirmaram que tinham visto as placas de ouro que Joseph Smith Jr. havia encontrado.